# Bro (commune d'Upplands-Bro)
Pour les articles homonymes, voir Bro.
Bro est une localité de Suède dans la commune d'Upplands-Bro située dans le comté de Stockholm.
Sa population était de 9 385 habitants en 2019.